# 石文繡
石文繡，山西静樂人，明朝政治人物、進士出身。
洪武十八年，登進士，授監察御史。